# 锡山经济技术开发区
锡山经济技术开发区位于中华人民共和国江苏省无锡市东部，于1992年5月建立。次年11月经江苏省政府批准，锡山经济技术开发区晋级为省级开发区；2003年，开发区晋级为国家级开发区。全区的规划面积为64平方公里，行政管辖面积为125平方公里，被分为东部园区（即锡东创新科技城）、中部园区和西部园区三个部分。
锡山经济技术开发区也成为了长江三角洲台资企业最密集的地区，被形象的称为“台资高地”。开发区连续三年（2013-2015年）在无锡市博士后科研工作站考核结果中位居首位。

## 规划与建设
开发区于1992年5月正式建立。次年11月经江苏省政府批准，锡山经济技术开发区晋级为省级开发区；2003年，开发区晋级为国家级开发区。
截止2016年，锡山经济技术开发区新修了科创服务中心、集智广场和锡东科技展示馆，占地面积约为13.5万平方米；对V-Park、科技创业园2个园区加以改造，占地面积约为17.5万平方米。
此外，开发区内还兴建了敬老院、医疗部门、教育部门、市政道路等基础设施。截止2016年，全区的安置房小区总面积达到了330万平方米，共对48条市政道路展开了改建和新建，占地面积近101.6公里；修建了3条总长度为5.3公里的河道和总面积为300万平方米的绿化区。
南京大学和无锡产业集团在锡东产业园合作设立了无锡绿色环保新材料研究院，签约仪式于2016年7月29日正式举行，注册总资本约为5000万元。

## 经济与贸易

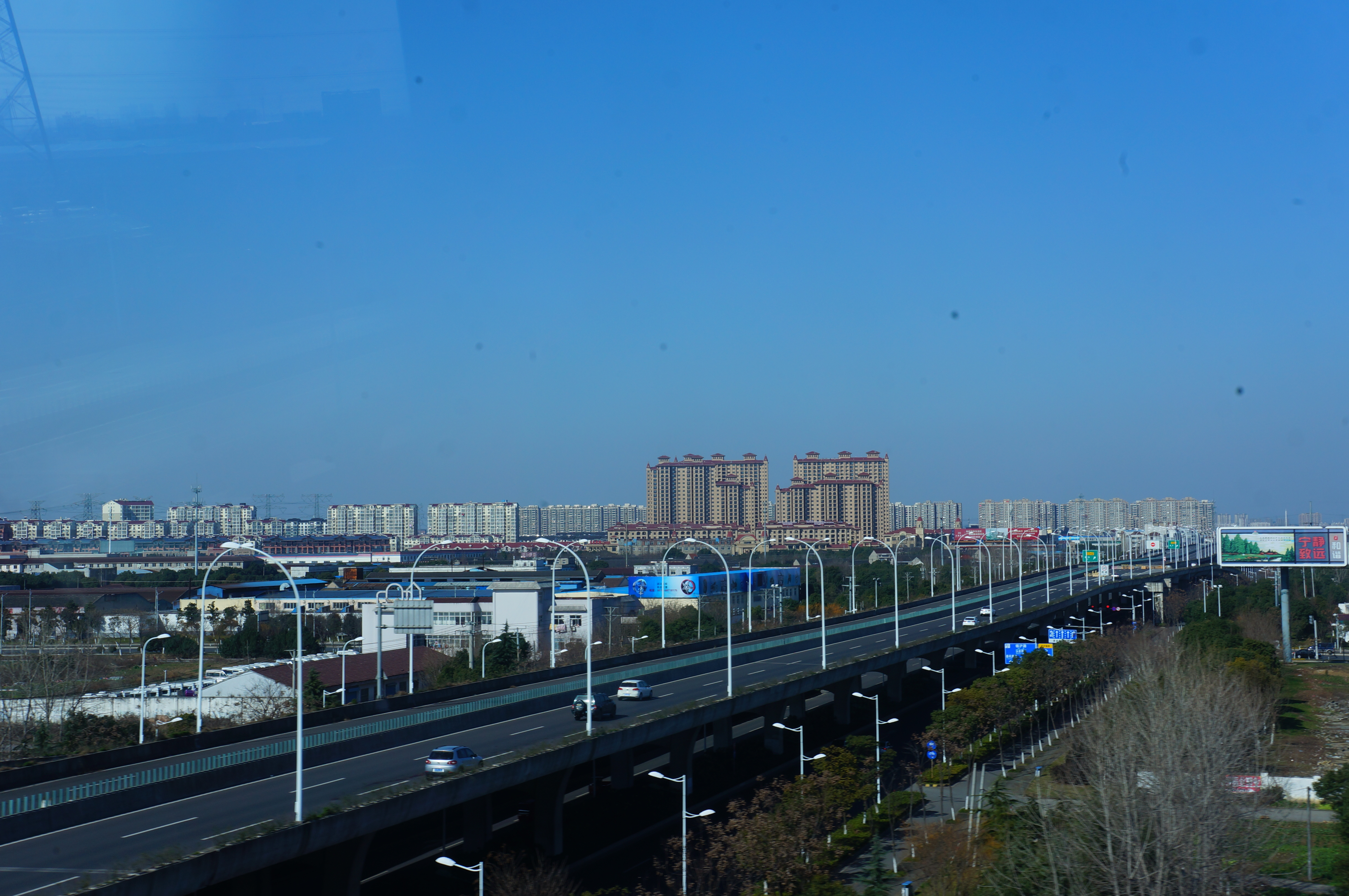
查桥的工厂与住宅

目前，全区已经形成了电子信息、汽车零件和装备制造三大制造业产业群。其中，电子信息是整个开发区优势最为明显的产业。目前全区共有65家企业从事该行业，5家企业的年产值已达到10亿元。在此落脚的健鼎电子和联茂电子的全球排名均在前五内，新广联科技的CD-ROM光盘产量很大，位居中国第一。但是企业的类型也并非仅局限于上述三者，例如于2016年在开发区落脚的通威股份有限公司便涉及到了食品和能源等行业。
锡山经济技术开发区的发展速度很快。到了2011年年底时，全区的经济总量共增长了20多倍，财政收入共增长了30多倍。2010年，完工区的生产总值高达231.5亿元，财政总收入高达37.4亿元；外贸的进出口总额约为23亿美元，其中出口总额约为14.4亿美元。
截至2010年年底，共有欧洲、日本、韩国、香港、台湾等30多个国家和地区的项目在开发区落脚，涉及到了1600多家不同的企业。其中外资企业多达700余家，占到了总企业数的43.75%左右。尤其是台资企业的投资，总量高达300多家，占到了所有外资企业的43%左右。锡山经济技术开发区也成为了长江三角洲台资企业最密集的地区，被形象的称为“台资高地”。